# 13.ª Media Brigada de la Legión Extranjera
La 13.ª Media Brigada de la Legión Extranjera (13.ª DBLE) es la única unidad interarmas de la Legión Extranjera y la única media brigada permanente del Ejército francés hoy en día. Creada en 1940, fue la primera unidad militar constituida en unirse a las Fuerzas Francesas Libres (FFL) de la Francia Libre. De las costas de Noruega a las arenas de Bir Hakeim, de Eritrea a Alsacia, pasando por Italia, estuvo presente en numerosas campañas de la Segunda Guerra Mundial.
Se encuentra estacionada desde 1962 en el Cuartel General Monclar en Yibuti, hoy en día en virtud de los acuerdos de defensa entre Francia y la República de Yibuti, independiente desde 1977.
Como todas las unidades de ultramar, la 13.ª DBLE está compuesta en parte de unidades permanentes y en parte de unidades en misiones de corta duración (MCD de 4 meses). La particularidad de la Falange Magnífica es que el personal que se le destina en MCD es casi siempre procedente de la Legión Extranjera.
Los grandes espacios desérticos y las facilidades de la cooperación interarmas permiten un entrenamiento de calidad a las unidades allí destacadas, que pueden así foguearse en combate en zona desértica.

## Historial de combates, batallas y guarniciones
La unidad es Compañero de la Liberación y sus hombres portan la galleta con los colores de la orden, así como la de los colores de la Medalla militar.

### Segunda Guerra Mundial
Combate en Noruega, donde toma Bjervik para posteriormente conquistar Narvik. En el Reino Unido, la mayoría de sus hombres se unen a la Francia Libre del general Charles de Gaulle. Hay que hacer notar que una parte importante de sus componentes son veteranos republicanos españoles de la guerra civil española, así como antiguos miembros de las Brigadas Internacionales.
Combate en el teatro de operaciones del norte de África integrada en la 1.ª División de Infantería de la Francia Libre (1.ª DFL).
En 1942, una parte de la unidad se cubre de gloria en la batalla de Bir-Hakeim, lo que dará oportunidad a Pierre Messmer, capitán al mando de una de sus compañías, para escribir un libro: La patrouille perdue (La patrulla perdida).
Combate posteriormente en Italia, para luego participar en el desembarco en Provenza en agosto de 1944 y colaborar en la liberación de Francia, incluyendo las luchas de la bolsa de Colmar.
El 6 de abril de 1945, la unidad es condecorada con la Orden de la Liberación.

### Guerra de Indochina
Pierde allí a su jefe, el teniente coronel Gabriel Brunet de Sairigné.
Destaca su participación en la batalla de Dien Bien Phu, donde pierde a otro jefe de la unidad en la persona del teniente coronel Jules Gaucher.

### 1962-2006
Participa en diversas misiones en mantenimiento de la paz. Actualmente tiene su base en Yibuti, respaldada por los acuerdos de defensa firmados entre Francia y dicho país.

## Jefes de la unidad
13.ª Media Brigada de la Legión Extranjera
| Teniente coronel Raoul Magrin-Vernerey, alias Monclar | 1940                                                |  | Teniente coronel Alfred Cazaud              | del 16 de septiembre de 1940 al 30 de septiembre de 1941 |
| Teniente coronel Dimitri Amilakhvari                  | del 1 de octubre de 1941 al 23 de octubre de 1942   |  | Jefe de batallón Gabriel Bablon             | del 24 de octubre de 1942 al 16 de octubre de 1944       |
| Jefe de batallón Paul Arnault                         | del 17 de octubre de 1944 al 24 de marzo de 1945    |  | Teniente coronel Bernard Saint Hillier      | del 25 de marzo de 1945 al 31 de diciembre de 1945       |
| Teniente coronel Gabriel Bablon                       | del 1 de enero de 1946 al 20 de agosto de 1946      |  | Teniente coronel Gabriel Brunet de Sairigné | del 21 de agosto de 1946 al 1 de marzo de 1948           |
| Teniente coronel Paul Arnaud                          | del 4 de marzo de 1948 al 31 de marzo de 1949       |  | Clément Morel                               | del 1 de abril de 1949 al 9 de abril de 1951             |
| Guigard                                               | del 1 de septiembre de 1952 al 31 de agosto de 1953 |  | Teniente coronel Jules Gaucher              | del 1 de septiembre de 1953 al 13 de marzo de 1954       |
| Lemeunier                                             | del 19 de marzo de 1954 al 12 de mayo de 1954       |  | Rossi                                       | del 13 de mayo de 1954 al 29 de abril de 1956            |
| Marguet                                               | del 30 de abril de 1956 al 5 de enero de 1957       |  | Sanges                                      | del 6 de enero de 1957 al 7 de diciembre de 1958         |
| Roux                                                  | del 8 de diciembre de 1958 al 6 de febrero de 1961  |  | Vaillant                                    | del 7 de febrero de 1961 al 10 de julio de 1961          |
| Dupuy de Querezieux                                   | del 11 de julio de 1961 al 23 de agosto de 1962     |  | Teniente coronel Lacôte                     | del 24 de agosto de 1962 al 12 de mayo de 1965           |
| Geoffrey                                              | del 13 de mayo de 1965 al 13 de julio de 1968       |  | Foureau                                     | del 14 de julio de 1968 al 13 de julio de 1970           |
| Buonfils                                              | del 14 de julio de 1970 al 17 de julio de 1972      |  | Pêtre                                       | del 18 de julio de 1972 al 11 de agosto de 1974          |
| Lardry                                                | del 12 de agosto de 1974 al 15 de agosto de 1976    |  | Jean-Claude Coullon                         | del 16 de agosto de 1976 al 16 de agosto de 1978         |
| Gillet                                                | del 17 de julio de 1978 al 16 de agosto de 1980     |  | Loridon                                     | del 17 de agosto de 1980 al 18 de agosto de 1982         |
| Vialle                                                | del 19 de agosto de 1982 al 16 de agosto de 1984    |  | Rideau                                      | del 17 de agosto de 1984 al 30 de julio de 1986          |
| Champeau                                              | del 31 de julio de 1986 al 30 de julio de 1988      |  | Le Flem                                     | del 31 de julio de 1988 a 1990                           |
|                                                       | 1990-1992                                           |  |                                             | 1992-1994                                                |
| Emmanuel Beth                                         | 1994-1996                                           |  | Daniel Nougayrède                           | 1996-1998                                                |
| Teniente coronel Debleds                              | 1998-2000                                           |  | Coronel Jean Maurin                         | 2000-2002                                                |
| Teniente coronel Chavancy                             | 2002-2004                                           |  | Teniente coronel Henri Billaudel            | de 2004 al 29 de julio de 2006                           |
| Coronel Marchand                                      | del 29 de julio de 2006 al                          |  |                                             |                                                          |

## Organización
La 13.ª Media Brigada de la Legión Extranjera, unidad de vocación interarmas, está formada por aproximadamente 800 hombres, de los que 320 son permanentes.
- La CCS (Compagnie de Commandement et de Soutien, Compañía de Mando y Apoyo) es mixta, compuesta por legionarios en MCD y permanentes. Reúne todos los servicios posibles necesarios para el mando del regimiento (transmisiones, oficina de operaciones, enfermeros, sección de transporte, etc.). Incluye también al CECAP ('Centre d'Entraînement au Combat d'Arta Plage, Centro de Formación de Combates de Arta Plage) que organiza las prácticas de adiestramiento en combate en terreno desértico y comunica las enseñanzas tácticas propias de dichos combates en zonas desérticas. Forma a las unidades de las FFDJ (Fuerzas Francesas Estacionadas en Yibuti), pero también a los oficiales de la École d'Application de l'Infanterie (Escuela de Aplicación de Infantería), así como a unidades extranjeras.
- La CM (Compagnie de Maintenance, Compañía de Mantenimiento). Esta compañía es doblemente mixta, ya que agrupa en su seno a la vez a legionarios y a soldados del arma correspondiente, sea en MCD o en estadía permanente. Asegura el mantenimiento de todas las unidades del Ejército de Tierra presentes en el territorio.
- El ER (Escadron de Reconnaissance, Escuadrón de Reconocimiento) es una unidad principal permanente. El escuadrón, formado esencialmente por legionarios procedentes del 1.er Regimiento Extranjero de Caballería (1 REC), está estacionado en un puesto aislado en Oueah, a 40 km de Yibuti. Está equipado con blindados ligeros con ruedas tipo ERC-90 Sagaie y con vehículos ligeros todo terreno P4.
- La Compagnie d'Infanterie (Compañía de Infantería). Formada alternativamente por una compañía del 2.º Regimiento Extranjero de Infantería (2 REI) o del 2.º Regimiento Extranjero de Paracaidistas (2 REP), está equipada con VAB (Vehículos de Frontal Blindado) y con VLRA (Vehículos Ligeros de Reconocimiento y Apoyo). Está formada por una sección de mando, una sección de apoyo (un grupo de morteros de 81 mm y un grupo de misiles Milan), además de por tres secciones de combate.
- La Compañía de Ingenieros. Procedente del 1.º o del 2.º Regimientos Extranjeros de Ingenieros (REG), está formada por una sección de mando, tres secciones de ingenieros de combate, una sección de apoyo y una sección de trabajos. Esta última está en general encargada de la reparación y acondicionamiento de carreteras, pistas o aeródromos en el territorio. En ocasiones, una de estas secciones pasa su estancia completa en el desierto, acampados en tiendas, ocupados en la construcción de una pista.